# فرودگاه مانیتسوک
فرودگاه مانیتسوک (به انگلیسی: Maniitsoq Airport) (به زبان بومی: Mittarfik Maniitsoq) یک فرودگاه همگانی با کد یاتا JSU است که یک باند فرود آسفالت دارد و طول باند آن ۷۹۹ متر است. این فرودگاه در کشور گرینلند قرار دارد .

## شرکت‌های هواپیمایی و مقصدهای پروازی
| شرکت‌های هواپیمایی | مقصدهای پروازی             |
| ----------------- | -------------------------- |
| ایر گرین‌لند       | کانگرلوسواک، نوک، سیسیمیوت |